# 丹波篠山市立中央図書館
丹波篠山市立中央図書館（たんばささやましりつちゅうおうとしょかん）は、日本の兵庫県丹波篠山市が設置している公立図書館である。2002年（平成14年）に「篠山市立中央図書館」として開館し、2019年（令和元年）5月に篠山市が「丹波篠山市」へ改称したことに伴い、現在の名称になった。
舞鶴若狭自動車道丹南篠山口インターチェンジ付近に所在し、他に分室として丹波篠山市民センター図書コーナーが置かれている。

## 概要
現在の本館は「中央」を称しているが、市内には他の常設型分館は設置されていない。唯一の分室となる市民センター図書コーナーは2002年（平成14年）まで篠山市立本郷図書館として運営されていたが、2003年（平成15年）4月の現本館開館に伴い中央図書館の分室となっている。
2014年（平成26年）10月1日に同じ丹波県民局管内の丹波市立図書館（6館）と丹波地区図書館連絡協議会を設立し、2017年（平成29年）4月1日から両市間での相互貸し出しを開始した。これに伴い、丹波市の居住者も丹波篠山市民と同じ条件で利用券の発行・蔵書の貸し出しを受けられる。

## 沿革
本節の出典は個別の注記がある場合を除きサイト内「本郷図書館の沿革」による。

### 多紀郡教育会図書館
丹波篠山市の前身4町（篠山町・西紀町・丹南町・今田町）を包摂していた多紀郡では1911年（明治14年）に多紀郡教育会が「巡回文庫」を発足させ、郡内の町村を巡回させていた。この「巡回文庫」は40〜50冊の書籍を収蔵した文庫（書架）10点余りにより構成されるものだったという。その後、1928年（昭和3年）には当時の郡教育会長・斎藤幸之助が常設型図書館の必要性を強く主張したことを契機に、昭和天皇御大典記念事業として旧多紀郡役所の一角で常設型の「多紀郡教育会図書館」が開館した。教育会図書館の蔵書は約1700冊で新規購入分以外は巡回文庫から引き継いだものと下二階町の雞鳴文庫が整理したものから成り、館長は置かれず専任事務員1名で利用者は1日平均30名ほどであった。

### 事務組合立本郷大将記念図書館

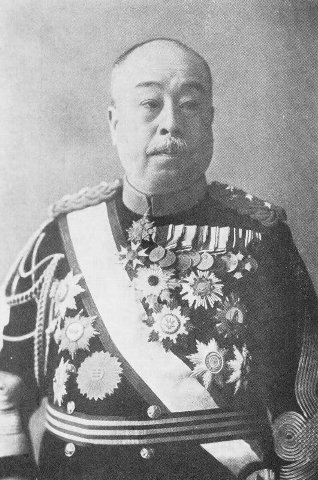
本郷房太郎（1860年 - 1931年）

1933年（昭和8年）、篠山町出身の陸軍大将で2年前に逝去した本郷房太郎の遺族から旧蔵書が寄贈され、これに教育会図書館を合流させる形で多紀郡内の町村による一部事務組合を設立し「篠山町外十八ヶ村一部事務組合立本郷大将記念図書館」として開館する。多紀郡町村長会でははじめ、本郷の遺族に銅像の建立を提案していたが遺族側はこの提案を固辞したので代わりに「社会的に意義のある事業」として新図書館を建設することになったものである。
同館は年内に竣工した鉄筋コンクリート2階建ての新館へ移転し、終戦を迎えた翌年の1946年（昭和21年）には本郷の名前を外して「多紀図書館」へ改称された。

### 篠山町立本郷図書館
1947年（昭和22年）、多紀図書館は一部事務組合の解散により篠山町立図書館となる。この時点での蔵書は約7000冊。1948年（昭和23年）、軍政部の要請でCIE図書館分室を設置（1952年に廃止され、アメリカ文化センター分室へ移行）。この時期から町立図書館を拠点に多紀文化顕彰会、篠山読書会、篠山レコードコンサート協会などの団体が相次いで設立された。
1956年（昭和31年）、町立図書館を「篠山町立本郷図書館」へ改称し、10年ぶりに本郷の名前を冠するようになった。1958年（昭和33年）、開館30周年記念事業として移動図書館サービスを開始（1966年廃止）。1973年（昭和48年）、本館を兵庫県立篠山鳳鳴高等学校旧校舎図書室へ移転。この後も1987年（昭和62年）、1993年（平成5年）と都市計画に翻弄される形での移転が相次いだ。
1999年（平成11年）、多紀郡内4町が合併し「篠山市立本郷図書館」へ改称する。本郷図書館末期に入居していたのは1988年（昭和63年）に開催された北摂・丹波の祭典ホロンピア'88のパビリオンを再利用した大手前展示館で、元から図書館としての利用を想定していない構造だったこともあり利用者からは ｢狭い｣ ｢暗い｣ ｢本がない｣と不評であった。そうした事情からこの当時の兵庫県内の公立図書館46館中で1人当たりの貸出冊数が0.7冊、人口1000人当たりの図書購入冊数が30冊といずれも最下位に沈んでいる。

### 中央図書館開館後

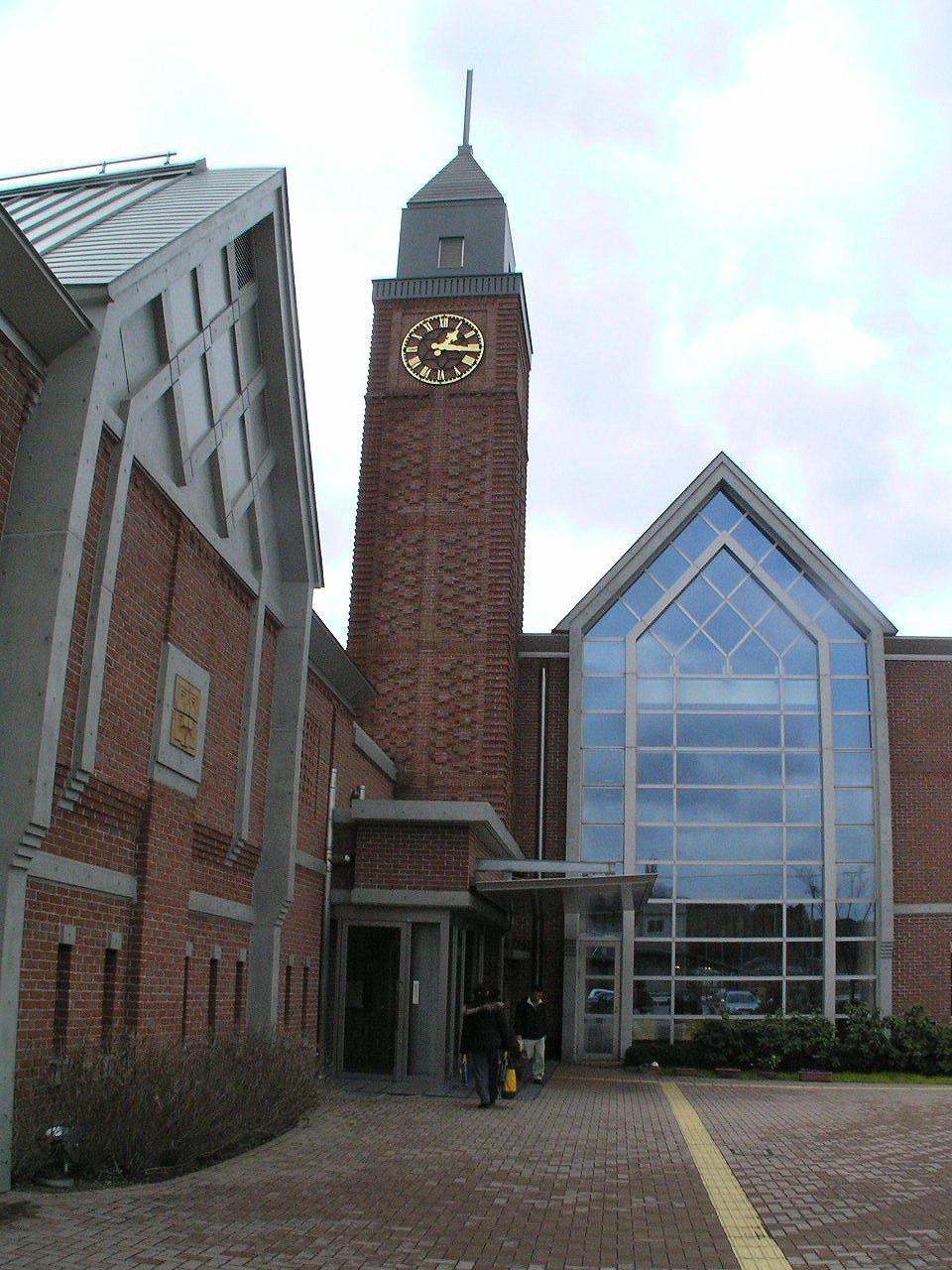
中央図書館正門

篠山市成立時点で旧篠山町以外の3町には常設型の図書館や図書室が無かったため、必然的に本郷図書館が市内唯一の常設型図書館となった。しかし、本館を置いていた旧大手前展示館の老朽化が進んでいたため新館の建設が急務とされ、舞鶴若狭自動車道丹南篠山口ICにほど近い旧丹南町域の西吹に新館が建設されることになった。新館は2003年（平成15年）に竣工し、4月1日に篠山市立中央図書館として開館する。前年から休館していた本郷図書館は「篠山市民センター図書コーナー」へ改称し、中央図書館の分室になった。
本郷図書館の郷土資料は図書コーナーへ引き継がれたが、図書コーナーには人件費抑制のため常勤職員が配置できないこともあり市民を対象にした「地域資料整理サポーター」養成講座を開くなどボランティアの協力を得る形で郷土資料の整理と再配置の取り組みが進められている。
2019年（令和元年）5月1日に市名が「丹波篠山市」へ改称されたことに伴い、館名が「丹波篠山市立中央図書館」へ変更される。

## 所在地
- 669-2206 兵庫県丹波篠山市西吹88-1

JR西日本福知山線・篠山口駅から北東へ徒歩15分。神姫グリーンバスおよびコミバスハートランを利用する場合は「図書館前」バス停で下車。

### 丹波篠山市民センター図書コーナー
- 669-2321 兵庫県丹波篠山市黒岡191 丹波篠山市民センター1階

一般社団法人ウイズささやまが図書コーナーを含む市民センター全館の指定管理者を受託している。

### 配本所
中央図書館・市民センター図書コーナー蔵書の取り寄せと返却のみ扱っている。
- 城東公民館
- 多紀支所
- 西紀支所

- 西紀支所西紀分室
- 今田支所
- ハートピアセンター

## 記念誌
- 篠山町立図書館二十五年史（1953年） NCID BA52197295
- 篠山図書館35年史（1964年） NCID BB11669437
- 篠山町立本郷図書館 創立70周年記念誌（1998年）